# Bitwa w Zatoce Tokijskiej
Bitwa w Zatoce Tokijskiej – atak okrętów United States Navy na japońskie okręty w pobliżu końcówki półwyspu Bōsō w nocy 22 lipca 1945 roku. Była to ostatnia konfrontacja okrętów alianckich z japońskimi na morzu podczas II wojny światowej. 61. Dywizjon Niszczycieli (ang. Destroyer Squadron 61) US Navy stoczył walkę z japońskim konwojem morskim składającym się z dwóch statków transportowych oraz dwóch mniejszych okrętów eskortowych Cesarskiej Marynarki Wojennej. Amerykanie zatopili jeden statek transportowy, "Nr 5 Hakutetsu Maru" o wyporności 810 t, oraz uszkodzili inny statek transportowy, "Enbun Maru" o wyporności 7030 t. Japońskie okręty eskortowe nie zostały uszkodzone w tym starciu.  